# Buthus mariefranceae
Espèce
Buthus mariefranceae est une espèce de scorpions de la famille des Buthidae.

## Distribution
Cette espèce est endémique du Maroc. Elle se rencontre dans l'Anti-Atlas vers Guelmim.

## Description
La femelle holotype mesure 47,1 mm et le mâle paratype 45,4 mm.

## Étymologie
Cette espèce est nommée en l'honneur de Marie-France Martin-Eauclaire.

## Publication originale
- Lourenço, 2003 : « Compléments à la faune de scorpions (Arachnida) de l'Afrique du Nord, avec des considérations sur le genre Buthus Leach, 1815. » Revue Suisse de Zoologie, vol. 110, no 4, p. 875-912 (texte intégral).